# Brian Gubby
 Brian Gubby  va ser un pilot de curses automobilístiques britànic que va arribar a disputar curses de Fórmula 1.
Va néixer el 17 d'abril del 1934 a Epsom, Surrey, Anglaterra.

## A la F1
Brian Gubby va debutar a la cinquena cursa de la temporada 1965 (la setzena temporada de la història) del campionat del món de la Fórmula 1, disputant el 10 de juliol del 1965 al circuit de Silverstone el GP de Gran Bretanya.
Va participar en una única prova puntuable pel campionat de la F1, no aconseguint qualificar-se per disputar la cursa i no assolí cap punt pel campionat del món de pilots.

## Resultats a la Fórmula 1
| Any  | Equip       | Xassís | Motor  | 1   | 2   | 3   | 4   | 5       | 6   | 7   | 8   | 9   | 10  | Posició | Punts |
| ---- | ----------- | ------ | ------ | --- | --- | --- | --- | ------- | --- | --- | --- | --- | --- | ------- | ----- |
| 1965 | Brian Gubby | Lotus  | Climax | SUD | MON | BEL | FRA | GBR NVQ | HOL | ALE | ITA | USA | MEX | -       | 0     |

### Resum
| Curses: | Victòries: | Pòdiums: | Poles: | Voltes ràpides: | Punts: |
| ------- | ---------- | -------- | ------ | --------------- | ------ |
| 1       | 0          | 0        | 0      | 0               | 0      |